# 埃塞俄比亞禮天主教恩迪比爾教區
埃塞俄比亞天主教恩迪比爾主教區 （拉丁語：Eparchia Emdeberensis）是埃塞俄比亞一個衣索比亞禮天主教會教區，為阿的斯阿貝巴都主教區的教省附屬教區。2003年11月25日升為教區。
教區範圍為埃塞俄比亞中部，主教座堂位於恩迪比爾。2010年有教友219,580人、廿四個堂區、廿三名司鐸。現任都主教為穆西埃·蓋布雷喬治斯。